# Zdynia
Zdynia (dodatkowa nazwa w j. łemkow. Ждыня, trb. Żdynia) – wieś w Polsce położona w województwie małopolskim, w powiecie gorlickim, w gminie Uście Gorlickie. Leży nad rzeką Zdynia.
W latach 1975–1998 miejscowość administracyjnie należała do województwa nowosądeckiego. Integralne części miejscowości: Ług, Sidława.

## Historia Zdyni

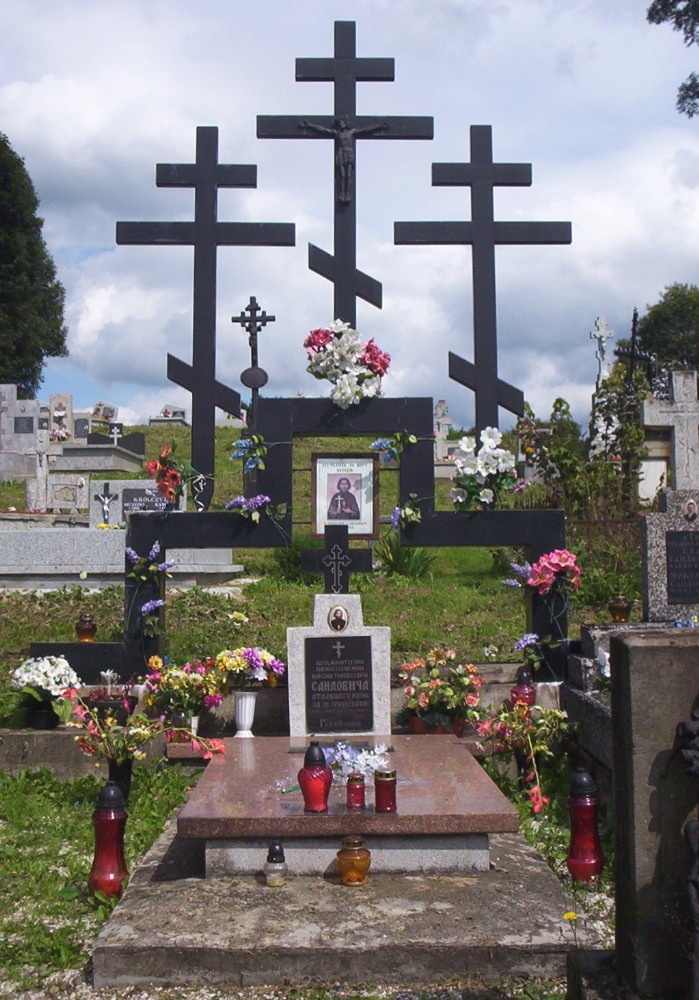
Grób prawosławnego świętego Maksyma Sandowycza

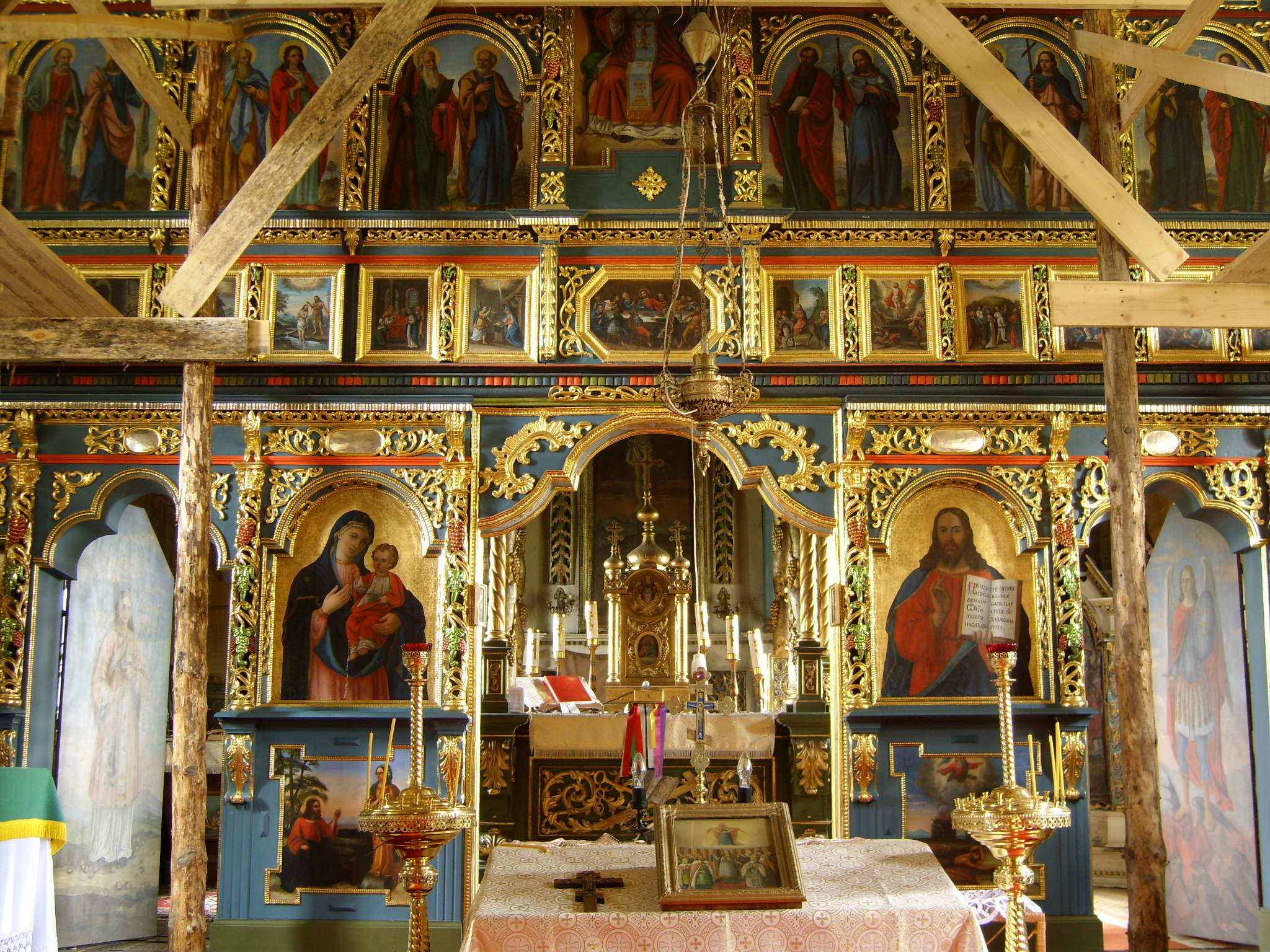
Wnętrze cerkwi

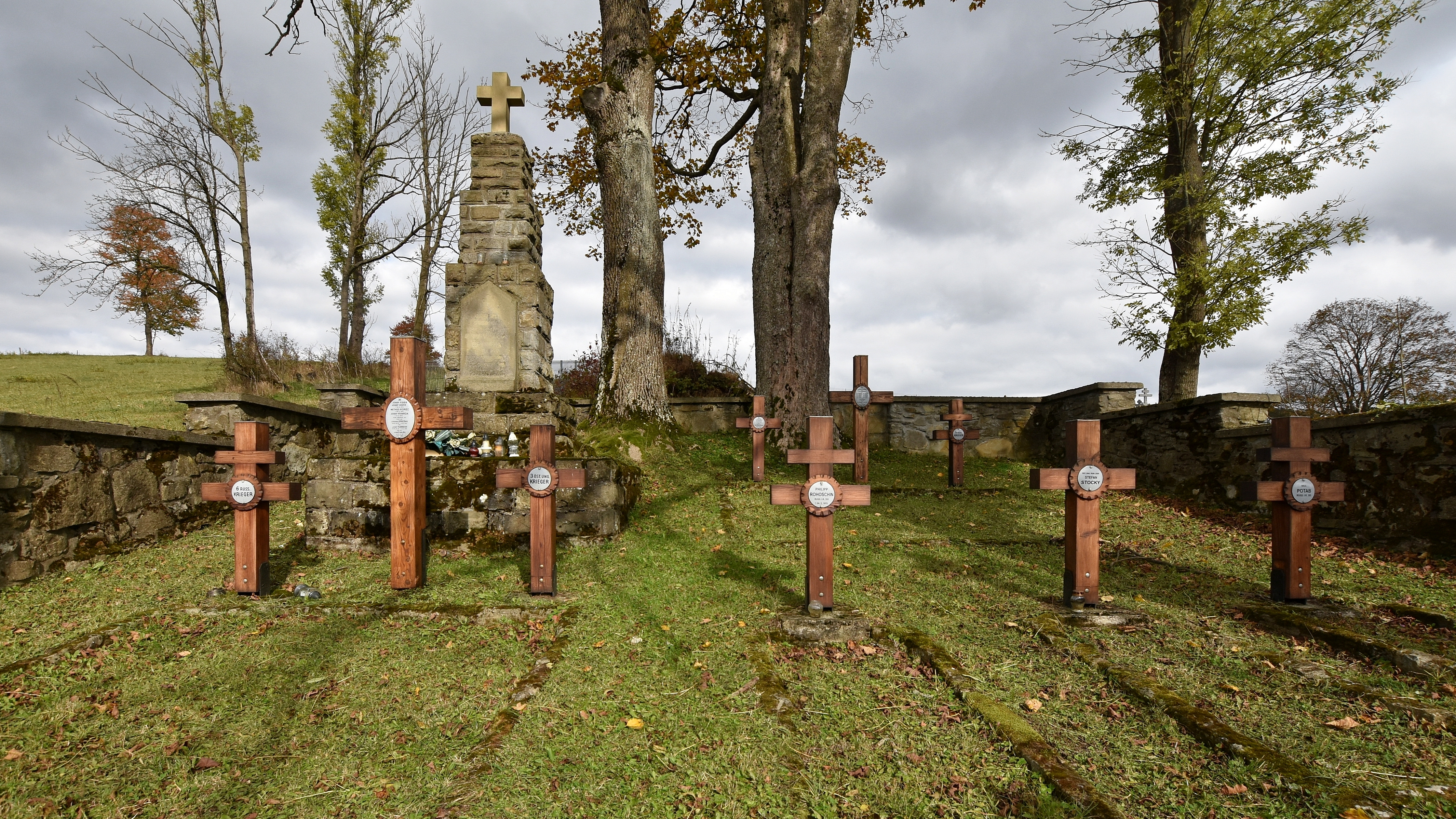
Cmentarz wojenny nr 52

Zdynia sięga początkami XIV wieku, kiedy to w 1316 zamieszkał w Szymbarku, Paweł Gładysz h. Gryf, mieszczanin z Nowego Sącza, pierwszy tenut Szymbarku z rodu Gładyszów ok. 1330, podrządczy sądecki, który wykazał się jako rycerz w walkach obrony Polski.
Jego syn Jan Gładysz, zarządca dóbr królewskich, podrządczy sądecki, rządca sądecki (1356) właściciel Szymbarka, był właścicielem terenów gorlickich, wszak 27 października 1359 w Sączu za zasługi swoje i ojca od Kazimierza Wielkiego otrzymał tereny po obu stronach rzeki Zdyni Wielkiej i Zdyni Małej, cały las po obu brzegach rzeki Ropy, aby tam lokować mógł wsie na prawie magdeburskim. Potem przejęli Zdynie potomkowie Piotr Gładysz z Szymbarku Mikołaj Gładysz z Łosia, burgrabia muszyński, w 1419 oczyszczony z zarzutu nieszlachectwa.
Potem rezydencję przejął Stanisław Gładysz z Kowalowa h. Gryf, tenut Szymbarku, dziedzic Kowalowej, Gilowej (od 1477), Uścia, komornik ziemski biecki 1486, sędzia grodzki biecki mąż Katarzyny Barczkowskiej c. Jakuba Barczkowskiego. W 1486 Jan Gładysz z Szymbarku nabył w tym terenie gorlickim miejscowości, takie jak np. pozostałe części wsi Polna od Jakuba Staszkowskiego, syna Stanisława za 400 grzywien. Po jego śmierci, opiekunem małoletnich dzieci dziedziców Bielanki był w 1504 bratanek Jakub Gładysz z Kowalowych. Po osiągnięciu wieku dorosłego, dziedzictwo gorlickie przejął syn Jana, Erazm Gładysz. Dwór postawiony w 1540 stanowił centrum władzy rodu polskich rycerzy Gładyszów tzw. „dominium Ropa” z którego zarządzali pobliskimi terenami klucza Gorlickiego. W 1557 właścicielem wsi był Stanisław Gładysz. Klucz szymbarski był następnie w posiadaniu Szymona Gładysza pisarza grodzkiego spiskiego 1561; właściciel Zdyni, Polany, Szymbarka, i Szymanowic 1581. Ostatnim z rodu Gładyszów i tej miejscowości był Paweł Gładysz, syn Szymona, do którego należał Szymbark do 1590. Piotr Gładysz, zeznał w testamencie z 1611, że Gładyszowie na zawsze przenoszą się z ziemi bieckiej w Sandomierskie. Na miejsce Gładyszów przybyli Strońscy, później Siedleccy, Bronikowscy. Z końcem XVIII w. nabył tę miejscowość ks. Jan Bochniewicz prałat gnieźnieński. W 1808 przekazał on klucz szymbarski na własność swym siostrom i siostrzeńcom.
W okresie międzywojennym w miejscowości stacjonowała placówka Straży Granicznej I linii „Zdynia”.

## Zabytki i turystyka
Obiekty wpisane do rejestru zabytków nieruchomych województwa małopolskiego:
- prawosławna cerkiew Opieki Matki Bożej, siedziba miejscowej parafii,
- cmentarz wojenny nr 52,
  - cmentarz greckokatolicki.

Ze Zdyni pochodził Maksym Sandowycz – święty, męczennik prawosławny, którego grób znajduje się na cmentarzu parafialnym. W Zdyni co roku odbywa się Święto Kultury Łemkowskiej – „Łemkowska Watra”. W Zdyni znajduje się kemping.

### Szlaki turystyczne
- Regietów – Rotunda (771 m) – Zdynia (Ług) – Krzywa – Wołowiec (Główny Szlak Beskidzki)
- Zdynia (Ług) – cmentarz wojenny nr 51 na Rotundzie (szlak cmentarny poprowadzony razem z czerwonym)